# 武陵瘰螈
武陵瘰螈（学名：Paramesotriton wulingensis），一种分布于中国西南地区武陵山脉的两栖动物，隶属于蝾螈科瘰螈属。

## 形态特征
正模标本成年雄螈体长133.7毫米。头部略扁平，头长明显大于头宽。背部为淡黑褐色，背脊两侧痣粒呈黑褐色。腹部为黑色，具有不规则的橘红色或橘黄色的点状斑或条形斑，腹中线有一条橘黄色纵带。四肢基部均有橘红色圆形斑点。

## 发现
本种正模采集自重庆市酉阳土家族苗族自治县，配模采集自贵州省江口县梵净山。